# 하봇
"하봇"(ハーボット)은 So-net이 홈페이지 중심으로 서비스한 웹 게임이자, 동명의 캐릭터를 일컫는다. 2001년 10월 10일부터 2008년 7월 31일까지 서비스되었으며, 한국에서도 2005년에 수입된 적 있으나 알 수 없는 날짜에 서비스를 종료하였다.

## 역사
베타 서비스 당시 자바 애플릿으로 운영되었으나, 정식 서비스 이후 어도비 플래시로 운영되었다.
2001년 6월 26일에 베타 서비스를 시작했으며, 2003년 11월 'Harbot Diary' 서비스를, 2005년 11월 5일 블로그 설치 대응을 했다. 하지만 2008년 4월 22일부터 신규 회원 가입을 제한했으며, 2008년 7월 31일 서비스를 종료하였다.

## 파생 매체

### 서적
- 소니 커뮤니케이션 네트워크(ソニーコミュニケーションネットワーク) "통째로 하봇 공식 가이드북(まるごとHarbot ハーボット公式ガイドブック)" ISBN 978-4798004600

## 같이 보기
- 씽씽씽! 동요나라